# Пехов, Алексей Юрьевич
Алексей Юрьевич Пехов (род. 30 марта 1978, Москва) — российский писатель, работает в основном в жанре фэнтези.
Наиболее известен цикл «Хроники Сиалы» (про вора Гаррета), получивший награду «Серебряный кадуцей» (II место) на международном фестивале Звёздный мост в 2003 году, за первую книгу трилогии, «Крадущийся в тени». Роман «Под знаком Мантикоры» был признан лучшим романом 2004 года по мнению журнала «Мир фантастики». Премия Странник за роман «Киндрэт. Кровные братья» (в соавторстве с Еленой Бычковой и Натальей Турчаниновой) — как лучшее городское фэнтези за период 2001—2005 года. Также награду «Серебряный кадуцей» получили романы «Искатели ветра» и «Ветер полыни» на международном фестивале Звёздный мост в 2006 году.
Сценарист компьютерных игр, в том числе «King's Bounty. Легенда о рыцаре» и дополнения «Heroes of Might and Magic V» (в соавторстве с Еленой Бычковой и Натальей Турчаниновой).
Член Союза писателей России и Американской ассоциации писателей-фантастов (SFWA).
В 2011 году первая книга Хроник Сиалы «Shadow Prowler» номинирована на престижную фэнтези-премию «The David Gemmell Legend Award for Fantasy — 2011» (DGLA) в номинации «Morningstar (Best Fantasy Debut)».
В 2012 году вторая книга Хроник Сиалы «Shadow Chaser» попала в лонг-лист премии «2011/12 David Gemmell Legend Award».
В 2015 году получил премию «Фантаст года» в России за самое большое количество проданных книг в 2014 году.
Книги переведены на английский, немецкий, французский, испанский, итальянский, голландский, греческий, эстонский языки.

## Биография
Родился в семье стоматологов и с ранних лет хотел пойти по стопам родителей.
После школы поступил в институт имени Семашко (3-й медицинский). По его окончании поступил в клиническую ординатуру по специальности «ортодонтия», затем пошёл в аспирантуру по той же специальности в ЦНИИС МЗ РФ. Ещё в школе он начал писать, развлекая друзей фантастическими историями. С 2001 года начал писать серьёзно, размещая свои повести и рассказы для свободного чтения на сервисе Максима Мошкова «Самиздат». По признанию Пехова:

Все, чего я достиг на данный момент, достигнуто благодаря «СИ». <…> Не будь «СИ» — не было бы и автора-любителя Алексея Пехова. Вся история началась месяца через три после того, как я попал на «Самиздат». Решил попробовать себя в фэнтези и выложил на журнал маленький рассказ под названием «Заказ». (Рассказ впоследствии стал 1 главой к книге «Крадущийся в тени»).
Написал и забыл. Это произведение довольно долго лежало на моей странице, потихоньку собирало комментарии и оценки, так сказать, варилось в собственном соку.
<…> написал письмо в Из-во, что, мол, спасибо за внимание, но романа нет и, в общем-то, не предвидится, это всего лишь рассказ. Мне ответили, что все понятно, но если вдруг роман когда-нибудь будет, то присылай, поглядим. <…> В итоге до апреля, с огромными перерывами, писался «Крадущийся». Дописал книгу, нашел мыло издательства, кинул файл, в общем-то, ни на что не надеясь. Через три дня пришел ответ, что книга принята. <…>
Слепой случай, что я выложил рассказ на «СИ». Слепой случай, что на мою страницу каким-то образом забрел главный редактор. Так что не было бы «Самиздата», неизвестно как бы повернулась моя дальнейшая жизнь…

Женат. С будущей женой Еленой Бычковой познакомился на конвенте «Роскон-2003». С тех пор работает с ней в постоянном соавторстве. Вместе с семьёй увлекается фотографией, горным трекингом, в том числе высотным. Пара прошла Эверест-трек (высота 5550 м), кольцо Аннапурны (высота 5416 м), посетила множество стран. Часто они используют путешествия как основу для сюжетов и создания атмосферы будущих книг. Среди своих любимых книг называл: «Мастер и Маргарита» М. Булгакова, «В августе сорок четвертого» В. Богомолова, «Башня Шутов» А. Сапковского, «Князь Света» Р. Желязны.
«Единственный на постсоветском пространстве автор „авантюрно-приключенческой фэнтези“, развивающий традиции не столько Желязны и Толкина, Ле Гуин и Говарда, сколько Дюма и Сабатини», — отмечалось о Пехове.

## Награды и премии
- «Меч без имени» — 2002 за роман «Крадущийся в тени» (лучший дебют).
- «Серебряный кадуцей» — 2003 за трилогию «Хроники Сиалы» (лучший сериал).
- Роман «Под знаком мантикоры» — «Лучшее отечественное фэнтези-2004» и «Книга года» по версии журнала «Мир Фантастики», премия «Открытие себя» конвента «Портал».
- «Серебряный Кадуцей» — 2006 за цикл «Ветра и Искр» (лучший сериал).
- «Странник» — 2006 за роман «Киндрэт. Кровные братья» (лучшее городское фэнтези 2000—2005).
- Роман «Пересмешник» — «Лучшее отечественное фэнтези-2009» по версии журнала «Мир фантастики».
- Роман «Страж» — «Лучшая отечественная фантастика -2010» по версии журнала «Мир фантастики». Также номинировался на премию «Странник».
- Медаль имени А. П. Чехова. За достойный вклад в развитие российской культуры (2010).
- В 2011 году первая книга «Хроник Сиалы» «Shadow Prowler» номинирована на престижную фэнтези-премию «The David Gemmell Legend Award for Fantasy — 2011» (DGLA) в номинации «Morningstar (Best Fantasy Debut)»[5].
- В 2015 году роман «Проклятый горн» признан «Книгой года» по версии сайта «Fantlab.ru».
- В 2015 году на международной фантастической конференции «Роскон-2015» получил премию «Фантаст года».

### Романы
- Трилогия «Хроники Сиалы»
  - Крадущийся в тени (2002)
  - Джанга с тенями (2002)
  - Вьюга теней (2003)
- Последний завет[6] (2003) — в соавторстве с Андреем Егоровым
- Под знаком Мантикоры (2004)
- Тетралогия «Ветер и искры» — «Хроники Хары»
  - Искатели ветра (2005)
  - Ветер полыни (2006)
  - Жнецы ветра (2008)
  - Искра и ветер (2008)
- Тетралогия «Киндрэт» — в соавторстве с Еленой Бычковой и Натальей Турчаниновой.
  - Киндрэт. Кровные братья (2005)
  - Колдун из клана Смерти (2007)
  - Основатель (2009)
  - Новые боги (2010)
- Пересмешник (2009)
- Тетралогия «Страж»
  - Страж (2010)
  - Аутодафе (2011)[7]
  - Золотые костры (2012)
  - Проклятый горн (2014)
- Цикл «Заклинатели» — в соавторстве с Еленой Бычковой и Натальей Турчаниновой.
  - Заклинатели (2011)
  - Ловушка для духа (2014)
- Цикл «Мир на границе Изнанки»
  - Ловцы удачи (2012) — роман по миру Изнанки, история появления Ласа на Черепашьем острове
  - Особый почтовый (2008)
- Цикл «Синее пламя»
  - Летос[8] (2014)
  - Синее пламя (2015)
  - Талорис (2019)
  - Белый огонь (2020)
  - Ткущие мрак (2021)
  - Цветок яблони (2023)
- Цикл «Мастер Снов» — в соавторстве с Еленой Бычковой и Натальей Турчаниновой.
  - Мастер Снов (2014)
  - Создатель кошмаров (2015)
  - Эринеры Гипноса (2017)
  - Бич сновидений (2024)
- Цикл «Созерцатель»
  - Созерцатель (2016)
  - Тень Ингениума (2018)

- Цикл «Птицы и солнцесветы»
  - Птицеед (2024)

### Повести и рассказы
- Чудесное приключение (2001)
- На закате эпохи (2002) — в соавторстве с М. Певзнером
- Под флагом милорда Кугеля (2004) — в соавторстве с Анастасией Парфёновой
- Пряха (2004) — в соавторстве с Анастасией Парфёновой
- Сборник «Тёмный охотник» (2006)
  - Змейка — рассказ-приквел к «Хроникам Сиалы»
  - Пожиратель душ — рассказ по миру цикла «Ветра и искр»
  - Цена свободы — рассказ-приквел к циклу «Ветра и Искр»
  - Тёмный охотник — повесть-приквел к циклу «Киндрэт», в соавторстве с Еленой Бычковой и Натальей Турчаниновой.
  - Особый почтовый — повесть, «Мир на границе Изнанки»
  - Последняя осень
  - Дождь — повесть — постапокалипсис
- Сборник «Шанс» (2009), в соавторстве с Еленой Бычковой и Натальей Турчаниновой.
  - Лённарт из Гренграса (2008)
  - Ведьмин Яр — новелла из романа «Страж»
  - Ночь летнего солнцестояния — рассказ по циклу «Киндрэт» (2007) — в соавторстве с Еленой Бычковой Натальей Турчаниновой (вошла в книгу)
  - Шёпот моря (2003)
  - Наранья (2008) — рассказ по миру «Мантикоры»
  - Синее пламя. Маяк — глава из романа «Летос»
  - Немного покоя во время чумы — рассказ по циклу «Киндрэт», в соавторстве с Еленой Бычковой и Натальей Турчаниновой (9-я глава книги «Новые боги»)

### Переводные издания
- Переводное издание «Хроники Сиалы»
  - Испанское издание, «Las Crónicas de Siala»
    - El ladrón de las sombras (2009) / Крадущийся в тени
    - El rastreador de sombras (2010) / Джанга с тенями
    - Tempestad de Sombras (2012) / Вьюга теней

  - Американское и английское издания, «The Chronicles of Siala»
    - Shadow Prowler (2010) / Крадущийся в тени
    - Shadow Chaser (2011) / Джанга с тенями
    - Blizzard of Shadows (2012) / Вьюга теней

  - Немецкое издание, «Die Chroniken von Siala»
    - Schattenwanderer (2010) / Крадущийся в тени
    - Schattentänzer (2010) / Джанга с тенями
    - Schattenstürmer (2011) / Вьюга теней

  - Итальянское издание, «Le cronache di Siala»
    - Harold il Ladro / Крадущийся в тени
    - L’uomo Senza Nome (2011) / Джанга с тенями

  - Французское издание, «Les Croniques de Siala»
    - Le Rôdeur d’Ombre / Крадущийся в тени
    - Le Prédateur d’Ombre (2011) / Джанга с тенями
    - Le Vent d’Ombre / Вьюга теней

  - Эстонское издание, «Siala kroonikad»
    - Varjus hiilija (2010) / Крадущийся в тени
    - Džanga varjudega (2012) / Джанга с тенями
    - Varjude tuisk (2013) / Вьюга теней

  - Голландское издание
    - De Vloek van de Schaduw / Крадущийся в тени
    - De Weg van de Schaduw (2011) / Джанга с тенями
    - Het lot van de schaduw / Вьюга теней

  - Чешское издание, «Kroniky Sialy»
    - Tulák ve Stínech / Крадущийся в тени — с иллюстрациями
    - Tanec ve Stínech / Джанга с тенями
    - Bouře ve stínech / Вьюга теней
- Переводное издание цикла «Ветра и Искр» — «Хроники Хары»
  - Американское издание «Cycle of Wind and Sparks»
    - Chasers of the Wind (2014) / Искатели ветра

  - Немецкое издание, «Die Chroniken von Hara»
    - Wind (2012) / Искатели ветра
    - Blitz (2012) / Ветер полыни
    - Donner (2013) / Жнецы ветра
    - Sturm (2013) / Искра и Ветер
- Переводное издание «Киндрэт. Кровные братья» (в соавторстве с Еленой Бычковой и Натальей Турчаниновой), которое на Западе официально представляет Елена Бычкова под псевдонимом Lena Meydan. По своей сути это не просто перевод, а адаптация, в которой изменены некоторые сюжетные линии и герои.
  - Американское издание, «Twilight Forever Rising»
  - Немецкое издание, «Der Clan der Vampire»

## Разное
- Иллюстрации к разным книгам Пехова делали художники Олег Юдин, Макс Олин и Владимир Бондарь. Омнибус «Хроники Сиалы» оформил художник Илья Комаров. Иллюстратор американского издания «Хроник Сиалы» — Кекай Котаки (Kekai Kotaki)[9].
- Рассказы «Дождь», «Последняя осень», «Ночь летнего солнцестояния», «Шёпот моря», «Лённарт из Гренграсса», «Ведьмин яр», «Наранья» и повесть «Особый почтовый» были прочитаны в радиопередаче Модель для сборки[10][11][12][13]
- Вместе с Еленой Бычковой и Натальей Турчаниновой участвовал в написании сценария компьютерной игры «King’s Bounty. Легенда о рыцаре»[14].
- В 2008 году количество вышедших книг превысило миллион экземпляров[15].
- «Хроники Сиалы» были переведены на испанский и выпущены 15 ноября 2009 года в Испании издательством Minotauro[16][17].
- «Хроники Сиалы» были переведены на английский и выпущены в феврале 2010 года в США издательством TOR. Переводчик — Эндрю Бромфилд (Adrew Blomfield), редактор — Патрик ЛоБрутто (Patrick LoBrutto) (редактировал Азимова, Стивена Кинга, поздние «Дюны», новеллизации «Звёздных войн»)[18][19].
- «Хроники Сиалы» были переведены на немецкий и выпущены в апреле 2010 года в Германии издательством PIPER[20][21].
- Существует компьютерная игра «Хроники Сиалы» которая представляет собой фанатскую модификацию игры Neverwinter Nights. Проект развивается с 2003 года.